# Gran Premio de España de Motociclismo de 1999
El Gran Premio de España de motociclismo de 1999 fue la tercera prueba del Campeonato del Mundo de Motociclismo de 1999. Tuvo lugar en el fin de semana del 7 al 9 de mayo de 1999 en el Circuito Permanente de Jerez, situado en la ciudad andaluza de Jerez de la Frontera, España. La carrera de 500cc fue ganada por Àlex Crivillé, seguido de Max Biaggi y Sete Gibernau. Valentino Rossi ganó la prueba de 250cc, por delante de Tohru Ukawa y Loris Capirossi. La carrera de 125cc fue ganada por Masao Azuma, Lucio Cecchinello fue segundo y Emilio Alzamora tercero.

## Resultados 500cc
| Pos. | N.º | Piloto                   | Constructor | Vueltas | Tiempo    | Parrilla | Pts. |
| ---- | --- | ------------------------ | ----------- | ------- | --------- | -------- | ---- |
| 1    | 3   | Àlex Crivillé            | Honda       | 27      | 47:38.667 | 1        | 25   |
| 2    | 2   | Max Biaggi               | Yamaha      | 27      | +0.157    | 4        | 20   |
| 3    | 15  | Sete Gibernau            | Honda       | 27      | +6.102    | 7        | 16   |
| 4    | 8   | Tadayuki Okada           | Honda       | 27      | +6.609    | 14       | 13   |
| 5    | 6   | Norick Abe               | Yamaha      | 27      | +6.764    | 9        | 11   |
| 6    | 19  | John Kocinski            | Honda       | 27      | +17.724   | 8        | 10   |
| 7    | 55  | Régis Laconi             | Yamaha      | 27      | +24.037   | 5        | 9    |
| 8    | 7   | Luca Cadalora            | MuZ Weber   | 27      | +28.827   | 15       | 8    |
| 9    | 14  | Juan Bautista Borja      | Honda       | 27      | +31.290   | 10       | 7    |
| 10   | 4   | Carlos Checa             | Yamaha      | 27      | +31.308   | 12       | 6    |
| 11   | 17  | Jurgen van den Goorbergh | MuZ Weber   | 27      | +54.233   | 16       | 5    |
| 12   | 26  | Haruchika Aoki           | TSR-Honda   | 27      | +59.081   | 17       | 4    |
| 13   | 10  | Kenny Roberts Jr         | Suzuki      | 27      | +1:10.457 | 3        | 3    |
| 14   | 11  | Simon Crafar             | Yamaha      | 27      | +1:13.792 | 20       | 2    |
| 15   | 18  | Markus Ober              | Honda       | 27      | +1:22.765 | 21       | 1    |
| 16   | 20  | Mike Hale                | Modenas KR3 | 27      | +1:26.782 | 24       |      |
| 17   | 21  | Michael Rutter           | Honda       | 27      | +1:30.635 | 23       |      |
| 18   | 68  | Mark Willis              | BSL         | 26      | +1 Vuelta | 25       |      |
| Ret  | 5   | Alex Barros              | Honda       | 15      | Retirado  | 6        |      |
| Ret  | 69  | James Whitham            | Modenas KR3 | 11      | Accidente | 22       |      |
| Ret  | 22  | Sébastien Gimbert        | Honda       | 9       | Accidente | 18       |      |
| Ret  | 25  | José Luis Cardoso        | TSR-Honda   | 3       | Retirado  | 13       |      |
| Ret  | 9   | Nobuatsu Aoki            | Suzuki      | 1       | Accidente | 2        |      |
| Ret  | 31  | Tetsuya Harada           | Aprilia     | 1       | Retirado  | 11       |      |
| DNS  | 1   | Michael Doohan           | Honda       |         |           | 19       |      |

- Pole Position: Àlex Crivillé, 1:43.674
- Vuelta Rápida: Àlex Crivillé, 1:44.657

## Resultados 250cc
| Pos. | N.º | Piloto             | Constructor | Vueltas | Tiempo    | Parrilla | Pts. |
| ---- | --- | ------------------ | ----------- | ------- | --------- | -------- | ---- |
| 1    | 46  | Valentino Rossi    | Aprilia     | 26      | 46:04.289 | 3        | 25   |
| 2    | 4   | Tohru Ukawa        | Honda       | 26      | +4.439    | 5        | 20   |
| 3    | 1   | Loris Capirossi    | Honda       | 26      | +14.096   | 2        | 16   |
| 4    | 21  | Franco Battaini    | Aprilia     | 26      | +24.221   | 4        | 13   |
| 5    | 34  | Marcellino Lucchi  | Aprilia     | 26      | +28.614   | 7        | 11   |
| 6    | 6   | Ralf Waldmann      | Aprilia     | 26      | +35.373   | 9        | 10   |
| 7    | 9   | Jeremy McWilliams  | Aprilia     | 26      | +40.182   | 8        | 9    |
| 8    | 7   | Stefano Perugini   | Honda       | 26      | +45.096   | 10       | 8    |
| 9    | 44  | Roberto Rolfo      | Aprilia     | 26      | +45.483   | 13       | 7    |
| 10   | 37  | Luca Boscoscuro    | TSR-Honda   | 26      | +45.762   | 12       | 6    |
| 11   | 24  | Jason Vincent      | Honda       | 26      | +46.147   | 11       | 5    |
| 12   | 12  | Sebastián Porto    | Yamaha      | 26      | +52.082   | 17       | 4    |
| 13   | 36  | Masaki Tokudome    | TSR-Honda   | 26      | +1:00.476 | 15       | 3    |
| 14   | 11  | Tomomi Manako      | Yamaha      | 26      | +1:04.989 | 21       | 2    |
| 15   | 66  | Alex Hofmann       | TSR-Honda   | 26      | +1:09.322 | 16       | 1    |
| 16   | 15  | David García       | Yamaha      | 26      | +1:11.896 | 19       |      |
| 17   | 14  | Anthony West       | TSR-Honda   | 26      | +1:11.911 | 22       |      |
| 18   | 10  | Fonsi Nieto        | Yamaha      | 26      | +1:35.977 | 26       |      |
| 19   | 41  | Jarno Janssen      | TSR-Honda   | 26      | +1:36.796 | 20       |      |
| 20   | 63  | Shahrol Yuzy       | Honda       | 26      | +1:43.181 | 27       |      |
| 21   | 62  | Álvaro Molina      | Honda       | 25      | +1 Vuelta | 24       |      |
| 22   | 58  | Matias Rios        | Aprilia     | 25      | +1 Vuelta | 23       |      |
| 23   | 22  | Lucas Oliver Bultó | Yamaha      | 25      | +1 Vuelta | 31       |      |
| 24   | 59  | Jesus Perez        | Honda       | 25      | +1 Vuelta | 28       |      |
| 25   | 28  | Naohiro Negishi    | Honda       | 25      | +1 Vuelta | 25       |      |
| 26   | 60  | Alex Debón         | Honda       | 25      | +1 Vuelta | 30       |      |
| Ret  | 16  | Johan Stigefelt    | Yamaha      | 23      | Accidente | 14       |      |
| Ret  | 23  | Julien Allemand    | TSR-Honda   | 11      | Accidente | 18       |      |
| Ret  | 56  | Shinya Nakano      | Yamaha      | 9       | Retirado  | 1        |      |
| Ret  | 64  | Manuel Luque       | Yamaha      | 1       | Retirado  | 29       |      |
| DNS  | 19  | Olivier Jacque     | Yamaha      |         |           | 6        |      |

- Pole Position: Shinya Nakano, 1:44.738
- Vuelta Rápida: Shinya Nakano, 1:44.875

## Resultados 125cc
| Pos. | N.º | Piloto               | Constructor | Vueltas | Tiempo     | Parrilla | Pts. |
| ---- | --- | -------------------- | ----------- | ------- | ---------- | -------- | ---- |
| 1    | 4   | Masao Azuma          | Honda       | 23      | 42:25.263  | 1        | 25   |
| 2    | 5   | Lucio Cecchinello    | Honda       | 23      | +0.099     | 4        | 20   |
| 3    | 7   | Emilio Alzamora      | Honda       | 23      | +0.129     | 3        | 16   |
| 4    | 8   | Gianluigi Scalvini   | Aprilia     | 23      | +0.357     | 6        | 13   |
| 5    | 15  | Roberto Locatelli    | Aprilia     | 23      | +1.470     | 2        | 11   |
| 6    | 10  | Jerónimo Vidal       | Aprilia     | 23      | +1.950     | 7        | 10   |
| 7    | 16  | Simone Sanna         | Honda       | 23      | +16.948    | 8        | 9    |
| 8    | 6   | Noboru Ueda          | Honda       | 23      | +21.074    | 9        | 8    |
| 9    | 54  | Manuel Poggiali      | Aprilia     | 23      | +27.613    | 10       | 7    |
| 10   | 21  | Arnaud Vincent       | Aprilia     | 23      | +28.855    | 5        | 6    |
| 11   | 26  | Ivan Goi             | Honda       | 23      | +28.959    | 19       | 5    |
| 12   | 23  | Gino Borsoi          | Aprilia     | 23      | +29.264    | 21       | 4    |
| 13   | 32  | Mirko Giansanti      | Aprilia     | 23      | +30.006    | 17       | 3    |
| 14   | 44  | Alessandro Brannetti | Aprilia     | 23      | +33.254    | 16       | 2    |
| 15   | 1   | Kazuto Sakata        | Honda       | 23      | +34.282    | 13       | 1    |
| 16   | 29  | Ángel Nieto Jr       | Honda       | 23      | +1:03.413  | 20       |      |
| 17   | 17  | Steve Jenkner        | Aprilia     | 23      | +1:13.010  | 15       |      |
| 18   | 18  | Reinhard Stolz       | Honda       | 23      | +1:23.096  | 22       |      |
| 19   | 20  | Bernhard Absmeier    | Aprilia     | 23      | +1:34.536  | 25       |      |
| 20   | 53  | Emilio Delgado       | Honda       | 23      | +1:35.111  | 26       |      |
| 21   | 55  | Toni Elías           | Honda       | 22      | +1 Vueltas | 29       |      |
| Ret  | 9   | Frédéric Petit       | Aprilia     | 21      | Retirado   | 12       |      |
| Ret  | 11  | Max Sabbatani        | Honda       | 21      | Accidente  | 14       |      |
| Ret  | 13  | Marco Melandri       | Honda       | 21      | Retirado   | 11       |      |
| Ret  | 41  | Youichi Ui           | Derbi       | 12      | Retirado   | 18       |      |
| Ret  | 56  | Adrián Araujo        | Honda       | 6       | Retirado   | 24       |      |
| Ret  | 22  | Pablo Nieto          | Derbi       | 6       | Retirado   | 27       |      |
| Ret  | 12  | Randy De Puniet      | Aprilia     | 5       | Retirado   | 23       |      |
| Ret  | 57  | Luis Costa           | Honda       | 2       | Accidente  | 28       |      |

- Pole Position: Masao Azuma, 1:48.983
- Vuelta Rápida: Masao Azuma, 1:49.395